# Numero oblungo
Un numero oblungo (o numero pronico o anche numero eteromecico) è un numero che è il prodotto di due numeri consecutivi, cioè un numero nella forma n(n+1). I primi numeri oblunghi sono
0, 2, 6, 12, 20, 30, 42, 56, 72, 90, 110, 132, 156, 182, 210, 240, 272, 306, 342, 380, 420, 462, ...
Sono chiamati oblunghi in quanto possono essere visualizzati in questo modo:
| * · * | * · * · * · * · * · * | * · * · * · * · * · * · * · * · * · * · * · * | * · * · * · * · * · * · * · * · * · * · * · * · * · * · * · * · * · * · * · * | * · * · * · * · * · * · * · * · * · * · * · * · * · * · * · * · * · * · * · * · * · * · * · * · * · * · * · * · * · * |
| 1×2   | 2×3                   | 3×4                                           | 4×5                                                                           | 5×6 |
L'n-esimo numero oblungo è il doppio dell'n-esimo numero triangolare; inoltre è la somma dei primi n numeri pari.
Tutti i numeri oblunghi sono pari (essendo il prodotto di due numeri consecutivi, di cui almeno uno è pari); inoltre 2 è l'unico numero primo di questa sequenza, nonché l'unico che è anche un numero di Fibonacci.
Il numero di elementi di una matrice quadrata che non sono sulla diagonale principale è sempre un numero oblungo.
Essendo due numeri consecutivi sempre coprimi, ogni numero oblungo, essendo prodotto di due di essi, gode di varie proprietà, tra le quali:
- un numero oblungo è privo di quadrati se e solo se lo sono entrambi i suoi fattori;
- il numero di fattori primi distinti di un numero oblungo è la somma del numero di fattori primi distinti dei suoi due fattori.